# Die heimliche Wut des Catchers Hitman Hart

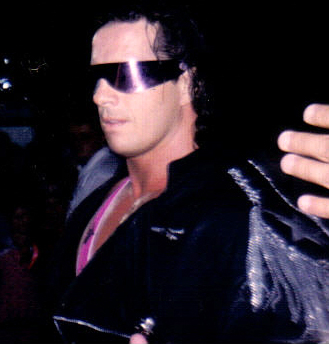
Bret Hart in typischer Bekleidung

Die heimliche Wut des Catchers Hitman Hart (Originaltitel: Hitman Hart: Wrestling with Shadows) ist ein kanadischer Dokumentarfilm über den Wrestlingstar Bret Hart von 1998. Der Film konzentriert sich sowohl auf das Privatleben des Wrestlers, als auch auf seine bis dahin letzten Tage bei der World Wrestling Federation und den Montreal Screwjob.

## Handlung
Der Film beginnt mit einleitenden Statements von Bret Hart und Vince McMahon zum Montreal Screwjob. Anschließend führt Hart das Kamerateam durch die Backstage-Räume einer Veranstaltung der WWE und gibt einige Statements zu einigen Wrestlern und Diven der Liga ab.
Harts Familie wird vorgestellt. Er erzählt von der harten Wrestling-Schule seines Vaters Stu und von dessen Dungeon, einem Kellerraum, in dem er seinen Söhnen, sowie einigen auserwählten Personen Wrestling-Kniffe und Submission Holds beibrachte. Hart berichtet von der Todesangst, die er hatte, während sein Vater an ihm gefährliche Griffe durchführte. Nach einigen wenigen Karrierestationen (Anfänge bei Stampede Wrestling, Anfänge bei der damaligen WWF, schwere Verletzung bei einem Match mit Dino Bravo) konzentriert sich der Film auf Harts Abgang aus der WWF hin zu World Championship Wrestling (WCW).
Nachdem Hart einen 20-Jahres-Vertrag mit der WWF abgeschlossen und ein lukratives Angebot der WCW ausgeschlagen hatte, musste er auf Weisung von Vince McMahon vom Babyface zum Heel turnen. Er übernahm die Rolle eines kanadischen Patrioten, der die USA verachtete und schlecht machte. So konnte er in seiner Heimat Kanada den Babyface-Status behalten, während er in den USA ein Heel wurde. Hart erzählt, wie sehr ihn dies belastete. Hinzu kam eine neue Ausrichtung der WWF, weg von dem Schwarz-Weiß-Denken früherer Tage. Steve Austin stieg zum absoluten Superstar auf und wurde trotz seines rüpelhaften Verhaltens ein Publikumsliebling.
Eines Tages eröffnet Vince McMahon Hart, dass die WWF ihn aus seinem Vertrag entlassen wolle, weil kein Geld mehr für ihn da wäre. Zu dieser Zeit tobt ein Kampf um die Sendequoten zwischen Monday Nitro der WCW und Monday Night Raw der WWF, bei dem zum ersten Mal Ted Turners WCW den Sieg um die Einschaltquoten davontragen konnte. Hart akzeptiert schlussendlich die Bedingungen der Vertragsbeendigung, erhält aber kreative Kontrolle über sein Gimmick. Sein Abgang soll in Montreal stattfinden; dort soll er den WWF-Champion-Titel gegen Shawn Michaels verlieren. Doch Hart weigert sich, in seinem Heimatland zu verlieren. Nach längeren Diskussionen mit Vince McMahon versichert dieser ihm, das Match gewinnen zu dürfen; dies wurde mit einem versteckten Mikrofon aufgenommen. Während des Matches kommt es jedoch anders: Ringrichter Earl Hebner, ein enger Freund von Hart, bricht das Match wegen angeblicher Aufgabe Harts ab und spricht damit den Sieg Shawn Michels zu. Bret Hart ist sauer und spuckt seinem ehemaligen Arbeitgeber vor laufender Kamera ins Gesicht.
In den Backstageräumen macht Harts Frau Julie Smadu-Hart den Wrestlern der D-Generation X Vorwürfe, von dem Betrug gewusst zu haben. Es kommt noch zu einer handgreiflichen Auseinandersetzung zwischen McMahon und Hart, die jedoch nicht gefilmt wird. Der Film endet mit einigen Ausschnitten aus Raw, in denen sich über Bret Hart lustig gemacht wird.

### Director’s Cut
Eine längere Fassung enthält Interviews mit Regisseur Paul Jay und Bret Hart 18 Monate nach Beendigung des Films.

## Hintergrund
Die heimliche Wut des Catchers Hitman Hart sollten eigentlich Bret Harts Karriere behandeln, doch die Ereignisse rund um den Montreal Screwjob gaben dem Film eine andere Ausrichtung. Die Dokumentation wurde unter anderem mit Fördermitteln des National Film Board of Canada finanziert.
Der Film erhielt zahlreiche Auszeichnungen, unter anderem zwei Gemini Awards und eine Auszeichnung des Nashville Film Festivals.

## Veröffentlichung
Eine VHS-Fassung des Films wurde 1999 im Vereinigten Königreich und den Vereinigten Staaten veröffentlicht. In Deutschland wurde die Doku vom Magazin Power-Wrestling mit deutschen Untertiteln versehen und in einer limitierten Auflage veröffentlicht. Der Film wurde ebenfalls vom deutsch-französischen Sender Arte ausgestrahlt. Eine DVD-Fassung erschien am 3. Dezember 2010.

## Kritik
Die heimliche Wut des Catchers Hitman Hart gilt als eine der besten Dokumentationen über das Wrestling und war, mit Beyond the Mat (1999) eine der ersten Dokumentationen, die den Show-Aspekt des Wrestlings thematisierten.

„Dokumentation über den kanadischen Wrestling-Star Bret ‚Hit Man‘ Hart, der nicht nur ein Ausnahme-Athlet, sondern auch ausgesprochen redegewandt ist. Der Film zeigt die Hintergründe dieses (Show-)Sports und recherchiert die Umstände, unter denen Hart zu Unrecht der Weltmeisterschaftstitel aberkannt wurde.“